# オロゼーイ
オロゼーイ（イタリア語: Orosei）は、イタリア共和国サルデーニャ自治州ヌーオロ県にある、人口約7,100人の基礎自治体（コムーネ）。

## 地理

### 位置・広がり

#### 隣接コムーネ
隣接するコムーネは以下の通り。
- ドルガーリ
- ガルテッリ
- オニファーイ
- シニスコーラ

## 行政

### 分離集落
オロゼーイには、以下の分離集落（フラツィオーネ）がある。
- Cala Liberotto, Marina di Orosei, Sas Linnas Siccas, Sos Alinos